# Anticresis
La anticresis en el Derecho civil y penal, es una garantía en virtud de la cual el deudor entrega a su acreedor una cosa para el pago de un crédito insoluto con los frutos, naturales o civiles (intereses), que la cosa produzca, restituyéndola una vez que se haya pagado la deuda. Mientras una parte de la doctrina la considera un derecho real, esta calificación es rechazada por algunos.
Por su parte, un contrato anticrético se conoce comúnmente como la cesión de un bien a cambio de una cantidad de dinero. La misma cantidad de dinero debe ser devuelta para poder recuperar el bien inmueble. Teóricamente, el interés del dinero paga el uso del bien a menos que se estipule lo contrario. Tendría la principal desventaja de que el deudor se quedaría sin la cosa (como puede ser el inmueble) y con la deuda, aun en caso de crisis económica.

## Etimología
El nomen juris de la anticresis es de origen griego y deriva de la combinación de los términos ἀντί (anti), literalmente "en lugar de, a cambio de"; y χρῆσις (chrêsis), literalmente "uso, empleo, disfrute". Por tanto, la anticresis se constituye como el uso de una cosa por parte del acreedor en lugar del deudor. 

## Regulación legal por país

### Argentina
El Código Civil y Comercial de la Nación Argentina, en su artículo 2212, dice así:

La anticresis es el derecho real de garantía que recae sobre cosas registrables individualizadas, cuya posesión se entrega al acreedor o a un tercero designado por las partes, a quien se autoriza a percibir los frutos para imputarlos a una deuda.

### Chile
En Chile, el Código Civil define y regula la anticresis en el Título XXXIX del Libro IV, artículos 2435 a 2445.

### Colombia
En Colombia, el Código Civil regula la anticresis entre los artículos 2458 y 2468, definiéndola como:

Un contrato por el que se entrega al acreedor una finca raíz para que se pague con sus frutos.

Así mismo, se estipula que el contrato de anticresis se perfecciona con la tradición del inmueble, sin que por ese solo acto obtenga el acreedor derecho real alguno sobre la cosa entregada. 

### Ecuador
En Ecuador, el Código Civil define y regula la anticresis en el Título XXXVII del Libro IV DE LAS OBLIGACIONES EN GENERAL Y DE LOS CONTRATOS, artículos 2337 a 2347. En su artículo 2337, dice:

Anticresis es un contrato por el que se entrega al acreedor una cosa raíz, para que se pague con sus frutos.

### Venezuela
En Venezuela, el Código Civil define y regula la anticresis en el Título XX, artículos 1855.. a 1862.

### España
En España se regula en los artículos 1.881 a 1.886 del Código Civil.
El artículo 1.881 dice:

Por la anticresis el acreedor adquiere el derecho de percibir los frutos de un inmueble de su deudor, con la obligación de aplicarlos al pago de los intereses, si se debieren, y después al del capital de su crédito.